# Monarquia Catòlica
Monarquia Catòlica és el nom que es donà al conjunt de territoris que estaven sota la sobirania dels Reis Catòlics des que aquests conveniren la Concòrdia de Segòvia (1475).

## Origen del títolRei Catòlic
El títol de Reis Catòlics fou concedit al rei Ferran II d'Aragó i a la reina Isabel de Castella pel Papa Alexandre VI (el papa Borja, d'origen valencià) en la butlla Si convenit expedida el 19 de desembre de 1496. Les raons que el Papa invocà per a la concessió del títol foren: 
- L'alliberament dels Estats Pontificis i del feu papal del Regne de Nàpols, que havien estat envaïts pel rei Carles VIII de França.
- La reconquesta de Granada que estava sota poder de l'islam.
- L'expulsió dels jueus que no haguessin acceptat el baptisme l'any 1492.
- Les virtuts personals d'ambdós Reis, manifestades en la unificació, pacificació i enfortiment dels seus regnes.

Per adreçar-se directament al Rei Catòlic s'emprava l'expressió La Seva Catòlica Majestat, i per a referir-s'hi en tercera persona l'expressió Sa Catòlica Majestat En [nom del rei].

## Ús posterior del títolRei Catòlic
De manera oficial, el títol de Rei Catòlic prosseguí en ús l'any 1517 amb Carles V, net dels Reis Catòlics, quedant incorporat a l'ús diplomàtic i al de les cancelleries. Des d'aleshores el títol fou emprat per tots els reis de la Casa d'Habsburg hispànics, i des de 1700 per Felip V i els reis de la Casa de Borbó hispànics.
En els documents oficials fets en nom del Rei Catòlic s'explicitava tota la infinitud de títols que tenia, tal com es fixà el 1556: En Felip (o, el que toqués), Per la gràcia de Déu, Rei de Castella, de Lleó, d'Aragó, de les dues Sicílies, de Jerusalem, de Navarra, de Granada, de Toledo, de València, de Galícia, de Mallorca, de Menorca, de Sevilla, de Sardenya, de Còrdova, de Còrsega, de Múrcia, de Jaén, de l'Algarve, d'Algesires, de Gibraltar, de las Illes Canàries, de les Índies Orientals i Occidentals, de les Illes i Terraferma del Continent Oceànic, Arxiduc d'Àustria, Duc de Borgonya, de Brabant, d'Atenes i Neopàtria i de Milà, Comte d'Habsburg, de Flandes, del Tirol i de Barcelona, Senyor de Biscaia i de Molina, etc.
Com a sinònim de Rei Catòlic també s'utilitzava l'expressió Hispaniarum Rex (rei de les Espanyes, en plural) que sintetitzava en una sola expressió la multitud de territoris sota la seva jurisdicció.

## La Monarquia Catòlica: la Corona d'Aragó i la Corona de Castella

### Unió dinàstica de Corones
La Monarquia Catòlica era el nom que va rebre el conjunt de territoris peninsulars, europeus, americans i asiàtics estesos per tot el planeta i que estaven sota la sobirania del Rei Catòlic de les Espanyes. També s'empra l'expressió Imperi Espanyol.
El matrimoni dels Reis Catòlics (Isabel I de Castella i Ferran II d'Aragó) va unir les seves corones després que Isabel hagués ascendit al tron per la victòria sobre Joana la Beltraneja a la guerra civil castellana. Tanmateix, cada regne va mantenir la seva pròpia administració. En competència amb Portugal, Castella havia intervingut a l'Atlàntic, en allò que seria el començament del seu imperi extra-peninsular, quan Enric III de Castella començà la colonització de les Illes Canàries el 1402 en enviar-hi l'explorador francès Jean de Béthencourt. Mentrestant, exploradors portuguesos com Gonçalo Velho Cabral havien colonitzat les Açores, Cap Verd i l'arxipèlag de Madeira. El tractat d'Alcaçovas de 1479, que va portar la pau a la guerra civil castellana, separà les zones d'influència de cada país a l'Àfrica i a l'Atlàntic. El text reservava per a Portugal les terres africanes situades per dessota del cap Verd, i concedia a Castella la sobirania de les Illes Canàries; el regne wattàssida es repartia. La butlla papal Aeterni Regis del 1481 garantiria a Portugal tota la costa africana al sud de les Canàries.

### Organització institucional de la Monarquia Catòlica
La Concòrdia de Segòvia o Acuerdo de Gobernación del Reino és el tractat que dona naixement a la Monarquia Catòlica i pel qual s'uniren la Corona de Castella i la Corona d'Aragó. Fou firmat el 15 de gener de 1475 per Ferran II d'Aragó i Isabel I de Castella a la ciutat de Segòvia.
El Consell d'Aragó o Consell Suprem d'Aragó, procedent del Consell Reial o curia regia, fou l'òrgan de la monarquia encarregat dels afers dels regnes de la Corona d'Aragó. S'establí el 14 de novembre de 1494.
El Consell de Castella, oficialment i en castellà com a Real y Supremo Consejo de Castilla (Real i Suprem Consell de Castella), era la columna vertebral i principal centre de poder de l'estructura de govern de la Monarquia Hispànica durant l'edat moderna (segles XVI al XIX), època que es coneix com a polisinodal, és a dir, amb multiplicitat de Consells.

## Política dels Reis Catòlics

### Conquesta de Granada

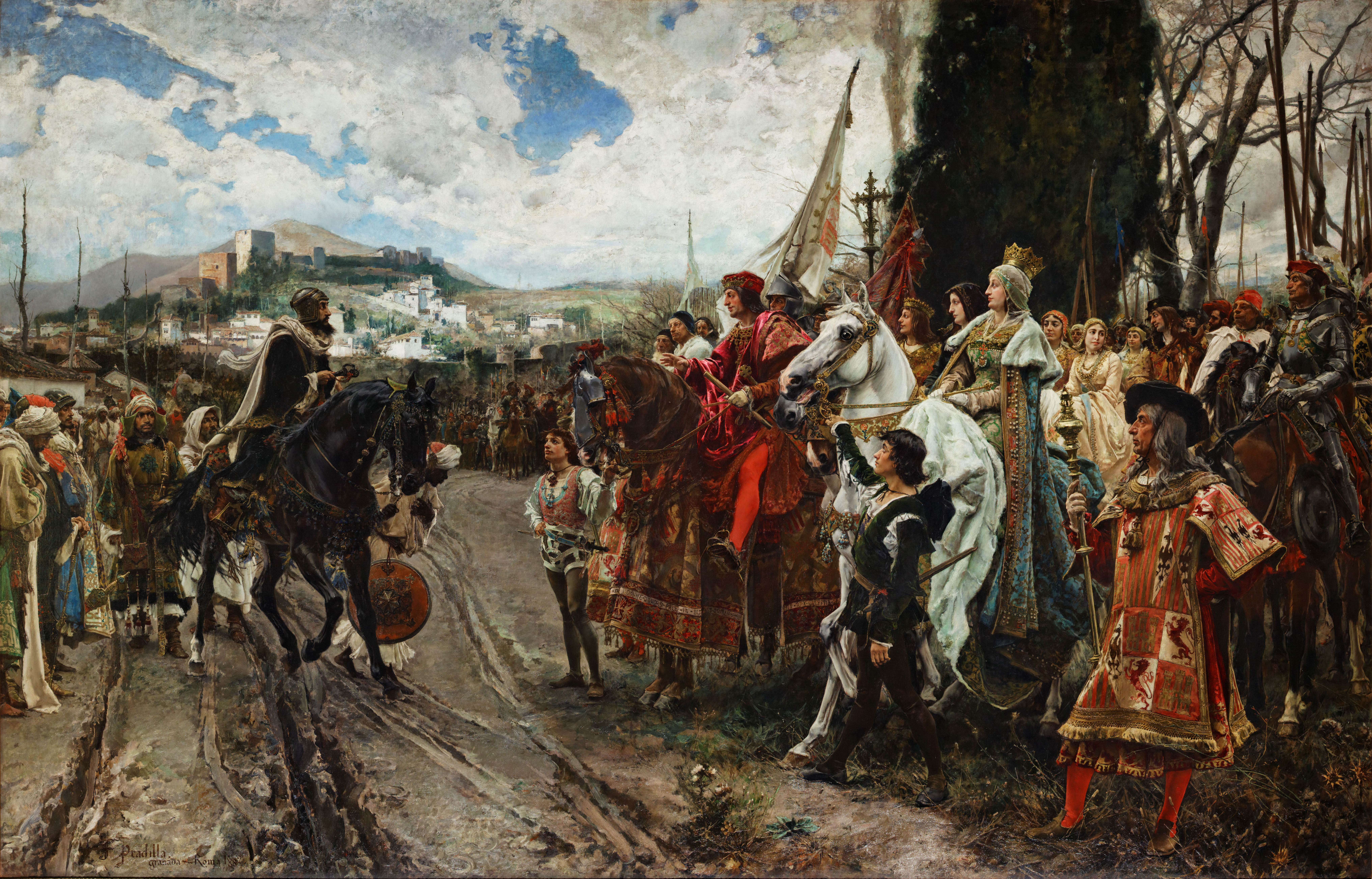
Rendición de Granada (Rendició de Granada) de Francisco Pradilla

Després de la Guerra civil castellana (1475-1479) es va reprendre la conquesta del Regne de Granada. Aprofitant que aquest regne es trobava en crisi dinàstica entre el soldà, el seu germà el Zagal i el seu fill Boabdil; es va començar una guerra per la conquesta de Granada. Es distingeixen diverses fases: 
- 1469: Es casen els Reis Catòlics.

- de 1484 a 1487: Conquesta de la part occidental del regne. Boabdil signa un tractat amb els Reis segons el qual lliuraria Granada a canvi que li donessin un senyoriu a la zona oriental del regne.

- de 1488 a 1490: Comença la conquesta de la part oriental del regne. Es trasllada la base d'operacions a Múrcia. Durant aquesta etapa es rendeix el germà del soldà, Zagal.

- de 1490 a 1492: S'exigeix a Boabdil el lliurament de Granada. A l'assabentar-se el poble de Granada dels pactes entre Boabdil i els Reis Catòlics oposa resistència que és resposta pels exèrcits dels Reis. Boabdil lliura Granada després d'unes negociacions secretes.

La victòria d'aquesta guerra va significar: 
- L'aparició d'un exèrcit estructurat i professional, independent de la noblesa, que estaria format pels terços reals.
- L'aportació de grans recursos econòmics.
- El repartiment dels territoris granadins entre senyors de la noblesa, apareixent així nous senyorius.

### Conquesta de Navarra
Navarra a principis del segle xvi estava dividida en dos bàndols, agromontesos i beamontesos, cadascun partidari d'un rei distint. Els reis de Navarra van signar un tractat amb el rei de França per poder-se defensar dels atacs constants del Regne de Castella. Degut al fet que els reis de Navarra van fomentar certes doctrines religioses que va disgutar el Papa, se'ls va concedir un una butlla d'excomunió.
El 1512 Ferran el Catòlic, amb el pretext de donar suport a un dels bàndols de la Guerra civil navarresa, va demanar permís a Navarra, aliada natural de França, perquè les tropes castellanes passessin per Navarra per a atacar a França. La resposta negativa per part del rei navarrès va ser motiu suficient perquè Ferran el Catòlic ordenés a Fadrique Álvarez de Toledo, duc d'Alba, l'ocupació de Navarra, demanant així ajuda als seus partidaris (els beamontesos) i, en menys d'un any, l'Alta Navarra es va incorporar a la Monarquia Catòlica. Només es va trobar certa resistència en alguns punts del sud, i la ciutat de Pamplona, la capital, va caure només en tres dies.
A partir d'aquell moment la dinastia Albret passà a governar només la Baixa Navarra, mantenint-se en el poder fins al 1572, any de la mort de Joana III de Navarra. El casament d'aquesta amb Antoni de Borbó comportà l'entronització d'una nova dinastia regnant a Navarra, la dinastia Borbó que en fou l'última. Així el fill de Joana III, Enric III de Navarra ascendí el tron el 1572 mentre el 1598 fou nomenat rei de França amb el nom d'Enric IV. El fill d'aquest, Lluís XIII fou l'últim rei de Navarra, ja que el 1620 aquest títol serà revertit a la corona francesa.

### Conquesta d'Àfrica
La política expansionista dels reis Catòlics també es manifestà a Àfrica. Amb l'objectiu d'acabar amb la pirateria que amenaçava les costes andaluses i les comunicacions mercants catalanes i valencianes, es van realitzar nombroses campanyes al nord d'Àfrica. Melilla fou conquerida el 1497, Villa Cisneros el 1502, Mazalquivir el 1505, el Penyal de Vélez de la Gomera el 1508, Orà el 1509, Alger i Bugia el 1510 i Trípoli el 1511. La idea d'Isabel I, manifestada en el seu testament, era que la reconquesta hauria de continuar pel nord d'Àfrica, territori que els romans havien batejat Nova Hispània.

### Itàlia i l'aïllament de França
Els reis Catòlics van continuar la política mediterrània de la Corona d'Aragó i van donar suport a la Casa de Nàpols aragonesa enfront de Carles VIII de França. Quan aquesta s'extingí els reis reclamaren la reintegració del Regne de Nàpols a la Corona d'Aragó. Com a governant d'Aragó Ferran II s'havia involucrat en la disputa amb França i la República de Venècia pel control de la península Itàlica; aquests conflictes es van convertir en l'eix central de la seva política exterior. En les campanyes d'Itàlia, Gonzalo Fernández de Córdoba (el Gran Capità) creà els terços com a organització bàsica de l'exèrcit, cosa que significà una revolució militar. Després de la mort de la reina Isabel el rei Ferran com a únic monarca va adoptar una política més agressiva concentrant tots els seus esforços en expandir la seva influència per Itàlia i contra França. La primera prova de força del rei Ferran fou en la guerra de la Lliga de Cambrai contra Venècia, en què els soldats aragonesos, catalans, valencians i castellans van sobresortir en la batalla d'Agnadello. Només un any més tard, Ferran II es convertia en part de la lliga Catòlica contra França, veient una oportunitat de conquerir Milà -que reclamava pels seus drets dinàstics- i Navarra. Finalment el 1516, després de conquerir Navarra, es firmà la pau. Amb l'objectiu d'aïllar França, es va adoptar una política matrimonial que va portar al casament de les filles dels reis Catòlics amb la dinastia regnants d'Anglaterra, i amb la de Borgonya i Àustria. Després de la mort de Ferran i la inhabilitació de Joana I, Carles V heretaria tots aquests estats, la corona d'Aragó i la de Castella incloses.

## Cap a la Monarquia Universal
A la mort d'Isabel de Castella el 1504 la filla comú dels dos, Joana I de Castella fou nomenada reina de Castella juntament amb el seu marit, Felip el Bell. A la mort d'aquest, el 1506, Joana patí un trastorn mental que l'apartà de la corona (tot i que mai no fou desposseïda del títol de reina). Les Corts van demanar a Ferran II que ocupés el tron com regent, fins que el seu net Carles I fes la majoria d'edat. Durant la regència de Ferran el Catòlic es va incorporar Navarra a la Monarquia i es va produir el matrimoni de Ferran amb Germana de Foix. Ferran va morir el 1516, abans que Carles I arribés a Castella. Fins a l'arribada al tron per part de Carles I, els dos regnes van estar regits per dos bisbes: 
- El Cardenal Cisneros va prendre el control a Castella.
- L'arquebisbe de Saragossa, Alfons d'Aragó, fill natural de Ferran II, va prendre el control a la Corona d'Aragó.